# Sanatorium pod Klepsydrą (film)
Sanatorium pod Klepsydrą – polski film fabularny z 1973 w reżyserii Wojciecha Jerzego Hasa. Swobodna adaptacja prozy Brunona Schulza, oparta głównie na opowiadaniu tytułowym ze zbioru Sanatorium pod Klepsydrą (1937) oraz opowiadaniu Wiosna z tego samego zbioru, stanowi surrealistyczną opowieść o młodym człowieku przybywającym do tytułowego sanatorium zawieszonego w czasie i przestrzeni.
Sanatorium pod Klepsydrą – film afirmujący kulturę żydowską naznaczoną doświadczeniem Zagłady – został zrealizowany w cieniu antysemickich wystąpień z 1968 roku, toteż jego premiera była odkładana przez władze komunistyczne. Po premierze w Polsce film został poddany ostrej krytyce, a gdy Has wbrew decydentom wysłał go na Festiwal Filmowy w Cannes, otrzymał kilkuletni zakaz reżyserii. Mimo to za granicą dzieło Hasa zostało bardzo dobrze przyjęte: w Cannes Sanatorium pod Klepsydrą otrzymało Nagrodę Jury, a kolejni krytycy i historycy filmowi zaczęli poddawać je wzmożonej analizie.

## Fabuła
Film jest opowieścią o młodym człowieku, Józefie. Podróżując pociągiem prowadzonym przez ślepego konduktora, Józef zostaje przezeń zbudzony i wyskakuje z zatrzymanego pociągu. Dociera do Sanatorium pod Klepsydrą, prowadzonego przez doktora Gotarda. Gotard pokazuje młodzieńcowi jego leżącego w łóżku, bliskiego śmierci Ojca, po czym informuje Józefa, iż „śmierć ojca nie doszła jeszcze do skutku, ta śmierć, która go w pańskiej ojczyźnie dosięgła”.
Józef wraca do swojego domu, gdzie spotyka się ze swoją Matką traktującą go jak małego chłopca. Próbuje podążyć śladem Ojca, lecz zamiast do jego pracowni położonej na strychu trafia do sklepu. Tam budzi śpiących subiektów, po czym w pokoju Adeli znajduje szpargał, który bierze za „święty oryginał”, umożliwiający mu powrót do wyobrażonej krainy dzieciństwa. Pod łóżkiem znajduje przejście, dzięki któremu odnajduje się w centrum rynku wymyślonego żydowskiego miasteczka. Tam odnajduje Ojca w pełni sił, ten jednak mówi mu, że odnaleziona przezeń Księga jest mitem. Józef nie dowierza Ojcu, po czym zagląda do markownika ze znaczkami siedzącego obok Rudolfa. Po rozmowie z niewidomym konduktorem podnosi z ziemi ogromnego motyla i przenosi się w czasoprzestrzeni pod mury ogrodu Bianki, będącej uosobieniem jego chłopięcych marzeń erotycznych. Wchodząc do wnętrza ogrodu, dostrzega najpierw matkę Bianki, po czym ją samą. Ta zaprasza go do środka.
W ogrodzie Józef odnajduje kolejną fantastyczną willę i schodzi po linie do jej wnętrza. Tam dostrzega nieruchome repliki postaci historycznych – manekiny cesarza Franciszka Józefa i jego brata Maksymiliana, a także wielu innych postaci XIX wieku. Na ich straży, jak również na straży oficjalnej wykładni historycznej, stoi tajemniczy Pan de Voss. Rozszyfrowawszy książęcy rodowód Bianki i demaskując manipulacje Pana de Voss, Józef musi uciekać. Bianka proponuje mu zaniechanie jego misji, jednak ten odmawia i wycofuje się z pokoju dziewczyny, po czym przenosi się w czasoprzestrzeni do sceny z ucztą szabatową. Wówczas dostrzega znieruchomiałe manekiny, które na jego rozkaz ożywają. Wraz z manekinami Józef udaje się w pogoń za Bianką i Panem de Voss, którzy odjeżdżają powozem. Kiedy orientuje się, że nie rozwiązał w istocie zagadki Bianki, dostrzega ją już odpływającą parowcem w asyście Rudolfa. Tymczasem Pan de Voss odbiera sobie życie, manekiny zaś się rozchodzą.
Z pokoju Bianki, ponownie pod łóżkiem, Józef przenosi się do magicznej ptaszarni Ojca i spostrzega go wśród kolorowych ptaków. Ojciec przekazuje mu mowę ptaków. Józef, udając się w dalszą podróż, spotyka się z Matką i wchodzi do sklepu. Tam zastaje ponownie zajętego handlem Ojca. Otwiera w sklepie przejście na rynek miasteczka, po czym uczestniczy w uczcie szabatowej i obrzędzie Hawdali. Zakończywszy swą drogę we śnie, Józef budzi się w sanatoryjnym łóżku Ojca. Przechodzi przez rynek miasteczka, który jest wypełniony grobami, dostrzega zniszczony sklep i ludzi uciekających ulicami, a jego Ojciec ostatecznie umiera. W ostatniej scenie filmu Józef, tracąc wzrok, przebrany w strój konduktora, wydostaje się z sanatorium. Podążając wśród grobów, schodzi w głąb świata zmarłych.

## Obsada
Źródło: FilmPolski.pl

- Jan Nowicki – Józef
- Tadeusz Kondrat – Jakub, ojciec Józefa
- Gustaw Holoubek – doktor Gotard
- Irena Orska – matka Józefa
- Halina Kowalska – Adela
- Mieczysław Voit – niewidomy konduktor
- Janina Sokołowska – pielęgniarka
- Bożena Adamek – Bianka
- Ludwik Benoit – Szloma
- Henryk Boukołowski – strażak
- Jerzy Przybylski – pan de V.
- Wiktor Sadecki – dostojnik
- Szymon Szurmiej – Żyd recytujący fałszywe wersy Koheleta
- Filip Zylber – Rudolf
- Włodzimierz Nowak – arcyksiążę Maksymilian, postać w panoptikum
- Paweł Unrug – asystent Metternicha
- Jerzy Braszka – „Skórzana pończocha”, postać w panoptikum
- Tadeusz Schmidt – oficer

## Produkcja
Sanatorium pod Klepsydrą, zbiór opowiadań Brunona Schulza z 1937 roku, miał opinię nieprzetłumaczalnego na język filmowy. Tym bardziej jednak fascynował Wojciecha Jerzego Hasa, który z tymże zbiorem zapoznał się w Krakowie podczas niemieckiej okupacji. Has po II wojnie światowej postawił przed sobą zadanie realizacji zbioru Schulza. Okazja ku temu nadarzyła się w 1968 roku, kiedy reżyser zrealizował Lalkę na podstawie powieści Bolesława Prusa . Wówczas podjął próbę rozmowy na temat planowanego projektu z Jerzym Bossakiem, ówczesnym kierownikiem Zespołu Filmowego „Kamera” . Pierwowzorem adaptacji Has uczynił tytułowe opowiadanie Sanatorium Pod Klepsydrą, a także wątki opowieści i opowiadań: Wiosna, Ptaki, Noc wielkiego sezonu, Księga, Genialna epoka i Mój ojciec wstępuje do strażaków. Jednak pod koniec 1968 roku kierownictwo partyjne zdecydowało się rozwiązać wszystkie zespoły filmowe, w tym także „Kamerę” . Dopiero w 1972 roku, kiedy przywrócono struktury zespołów filmowych, Has mógł podjąć się realizacji autorskiego projektu . Dzięki pomocy Zespołu Filmowego „Silesia”, kierowanego przez Kazimierza Kutza , jeszcze w 1972 roku ruszyły prace nad filmem . 
Reżyser nie miał na celu dokładnego odtworzenia treści opowiadań Schulza, a raczej „uchwycenie i odfotografowanie tego, co określamy mianem poetyki utworu: jego niepowtarzalnego, zamkniętego świata, jego klimatu, barwy i kształtu”. Wystawne scenografie do dzieła Hasa opracowali Jerzy Skarżyński i Andrzej Płocki, a odpowiedzialny za zdjęcia Witold Sobociński opracował metodę rejestracji obrazu od perforacji do perforacji (bez miejsca na ścieżkę dźwiękową). Znakiem rozpoznawczym zdjęć Sobocińskiego stało się filmowanie bohaterów z dołu, z użyciem obiektywu szerokokątnego. Zarejestrowany na negatywie  za pomocą tego obiektywu kadr obejmował o 32,2% większe pole powierzchni niż powszechnie stosowany w Polsce format 1,85:1. Szczególne znaczenie miała też „oziębiona” kolorystyka zdjęć Sobocińskiego, ukazująca degrengoladę świata przedstawionego. Ujęcia, które przedstawiały obumierający świat odkrywany przez Józefa, rzadko przybierały charakter statyczny; Sobociński wykonywał przede wszystkim długie jazdy kamery. 
Gdy jednak ukończony film został wysłany wbrew władzom komunistycznym na Festiwal Filmowy w Cannes (gdzie zdobył Nagrodę Specjalną Jury), jego reżyser otrzymał zakaz realizacji kolejnych filmów na następne dziesięć lat . Sam Has komentował w 1981 roku swoją długoletnią przerwę następującymi słowami: „moje filmy są trudne z dwóch powodów: po pierwsze – są kosztowne, po drugie – są skomplikowane realizacyjnie. Wymagają techniki i środków produkcji, jakich już dziś w Polsce nie ma” . Istnieją jednak interpretacje, wedle których powodem izolacji Hasa od filmowego środowiska miała być scena, w której decydenci dopatrzyli się pogromu żydowskiego.

## Wydanie
Według bazy WorldCat pierwsze kopie Sanatorium pod Klepsydrą zaczęły krążyć w legalnym obiegu na kasetach VHS dopiero około 1995 roku, nakładem francuskiego wydawnictwa Ateliers de Diffusion Audiovisuelle. W 2005 roku wydana została wersja na DVD, której dystrybutorem było francuskie wydawnictwo Malavida. Francuskie wydanie DVD zawierało, oprócz Sanatorium pod Klepsydrą, także film krótkometrażowy Hasa Moje miasto oraz 11-minutowy portret reżysera Les mystères de Has. W 2010 roku w kinach polskich zaczęto dystrybuować zrekonstruowaną cyfrowo wersję filmu Hasa, odnowioną w ramach projektu KinoRP. W 2014 roku rekonstrukcja cyfrowa Sanatorium pod Klepsydrą została wydana na płytach Blu-ray z dźwiękiem zapisanym w formacie Dolby Digital 5.1, obrazem w formacie 1,85:1 oraz zestawem dodatków: zwiastunem filmu, materiałem porównawczym przed i po rekonstrukcji, galerią zdjęć oraz materiałami promocyjnymi. 24 sierpnia 2020 roku premierę na New York Film Festival miała rekonstrukcja cyfrowa filmu Hasa w formacie 4K.

## Odbiór
Gdy Sanatorium pod Klepsydrą ukazało się na ekranach polskich kin, zostało przyjęte chłodno przez krytyków. Największy sprzeciw wzbudzało wśród literaturoznawców. Artur Sandauer, choć zwracał uwagę na filmowość prozy Schulza, zdecydowanie odrzucił film Hasa, gdyż jego zdaniem ów film zamienił opowiadanie Schulza o „kosmicznym” wymiarze w groteskowy folklor. Natomiast Jerzy Jarzębski uznawał adaptację Hasa za budzącą „uczucie jaskrawej niedostateczności” . Trafiały się jednak również recenzje pochlebne, czego przykładem był szkic Konrada Eberhardta w czasopiśmie „Kino” . Również Adam Garbicz stwierdził, że reżyserowi nie chodziło o dosłowną adaptację dzieła Schulza, lecz o uchwycenie eschatologicznego klimatu prozy. Garbicz pisał, iż „Sanatorium pod Klepsydrą jest nie tylko wierne specyficznej atmosferze prozy [...], ale również mistrzowsko wyreżyserowane”. Zdaniem Marcina Marona „dzieło to jest wynikiem wnikliwej lektury nie tylko prozy Schulza, ale przede wszystkim próbą odczytania zagadki ludzkiego życia i historii”.
Dla odmiany we Francji film został bardzo dobrze przyjęty. François Mourin dla pisma „L’Humanité” pisał, iż dzieło Hasa jest „pod względem dekoracji, kostiumów, zdjęć oraz prowadzenia aktorów wielce kunsztownym [...] efektem gigantycznej pracy”. Jacques Siclier w „Le Monde” twierdził, iż widz przeżywa „emocjonalny szok, który pozbawia go tchu”. W „Politique Hebdo” widniała opinia, iż „trzeba uważniej się przyjrzeć” twórczości Hasa. W piśmie „Positif” Sanatorium pod Klepsydrą doczekało się sporych rozmiarów artykułu pióra Jeana-Paula Töröka. Richard Bégin analizował Sanatorium pod Klepsydrą pod względem przenikającej ten film atmosfery przemijania i martwoty, którą wytwarzają dominujące w kadrze ruiny.
Film został doceniony również w kręgach anglosaskich. Annette Insdorf w monografii poświęconej Hasowi uznała jego Sanatorium pod Klepsydrą za „elegię dla straconych polskich Żydów”, upatrując w niej fascynację utraconą częścią polskiej kultury . Phelim O’Neill z „The Guardiana” oceniła film Hasa jako „psychodeliczne dzieło klasyczne” . Michael Wilmington z „Chicago Tribune” przyznał filmowi 3,5 gwiazdki na 4, komentując dzieło Hasa jako „pełną przepychu, surrealistyczną adaptację” zbioru Schulza . Janet Maslin w recenzji dla „The New York Timesa” stwierdziła, iż film Hasa jest „wdzięcznie poprowadzony i tylko nieznacznie irytujący” .
Recenzując odrestaurowaną wersję filmu Hasa w 2014 roku, Darek Kuźma z portalu Onet.pl twierdził, że „skrzące kolorami i kompozycją kadry, sceny często filmowane na imponująco długich ujęciach, oświetlenie planów i twarzy aktorów oraz szczegóły zdobiące stroje postaci czy pełne niesamowitości scenografie wyglądają na tym wydaniu nieziemsko”. Kuźma wyraził też opinię, iż „każdy inteligentny, otwarty i szanujący niezwykłość filmowego wizjonerstwa widz powinien spróbować stawić tej produkcji czoła”. 
W 2024 roku Sanatorium pod Klepsydrą zwyciężyło w plebiscycie portalu Pełna Sala na najlepszy polski film w historii. W uzasadnieniu Maciej Kowalczyk pisał: „Wyobraźnia Hasa przeobraża Schulzową prozę w najbardziej proustowski utwór na niwie kina polskiego, którego protagonista wcina magdalenki z takim smakiem, że śni przygody godne Ambrożego Kleksa".

### Analizy i interpretacje
Jeszcze w 1975 roku literaturoznawca Witold Kiedacz poddał Sanatorium pod Klepsydrą wnikliwej analizie, potwierdzającej wymyślną strukturę filmu:

Sanatorium... Hasa zbudowane jest na zasadzie kompozycji trójdzielnej. Klamrą kompozycyjną, obustronnie łączącą materiał sekwencji środkowych w jedną zwartą całość, jest pojawiający się na początku i w końcu filmu motyw konduktora-przewodnika. Natomiast część środkową wypełnia sen Józefa, będący niczym innym, jak powtórnym przeżyciem dzieciństwa, oraz jawa miasteczka, w którym mieści się Sanatorium.

Kiedacz argumentował, iż konduktor-przewodnik, obecny oczywiście w opowiadaniu, w filmie przyjmuje symboliczną rolę Tejrezjasza. Jednocześnie w sposób niesłychanie skomasowany, jak twierdził polski literaturoznawca, w filmie Hasa zawarte zostały wątki ze wszystkich opowiadań zbioru Schulza, a w finale filmu postacie konduktora i Józefa symbolicznie zlewają się ze sobą; Józef ślepnie, jednocześnie nabywając mądrość i ucząc się dostrzegać „rzeczy i sprawy niedostrzegalne dla zwykłego, przeciętnego człowieka”.
Konrad Eberhardt zauważył, że film Hasa nadaje bardziej tragiczny ton opowiadaniom Schulza, gdyż wplata w nie kontekst Zagłady Żydów. Motyw ten rozpoznawalny jest wprawdzie tylko w jednej scenie, kiedy Józef obserwuje przez okno piwnicy tłum ludzi uciekających w panice z całym swym dobytkiem. Jednak już pierwsza scena filmu, w której wśród pasażerów pociągu pojawia się więzień na obozowej pryczy, komunikuje widzowi doświadczenie Zagłady.
Małgorzata Jakubowska w swej monograficznej analizie filmu podkreśliła rolę, jaką odgrywa w filmie Hasa struktura labiryntowa. Interpretując Sanatorium pod Klepsydrą przez pryzmat teorii kłącza Gilles'a Deleuze'a oraz Feliksa Guattariego, Jakubowska zauważyła, że nie tylko nielinearna narracja filmu, ale również obecność w świecie filmowym bujnie rozrastających się w różnych kierunkach pędów, bluszczy i paproci dowodzi plastycznej realizacji idei kłącza avant la lettre.

## Nagrody i wyróżnienia
- 1973: Nagroda Jury XXVI Międzynarodowego Festiwalu Filmowego w Cannes dla reżysera Wojciecha Jerzego Hasa
- 1973: Nominacja do Złotej Palmy, głównej nagrody XXVI Międzynarodowego Festiwalu Filmowego w Cannes
- 1974: Nagroda 1. Festiwalu Polskich Filmów Fabularnych w Gdańsku za scenografię dla Andrzeja Płockiego i Jerzego Skarżyńskiego

Amerykański reżyser Martin Scorsese uznał Sanatorium pod Klepsydrą za jedno z arcydzieł polskiej kinematografii i w 2014 roku wytypował je do prezentacji w Stanach Zjednoczonych oraz Kanadzie w ramach festiwalu polskich filmów Martin Scorsese Presents: Masterpieces of Polish Cinema.